# ČeskosLOVEnsko
ČeskosLOVEnsko je sólové studiové album českého hudebníka Davida Kollera. Vydáno bylo v březnu 2015 společností Brainzone a jeho producenty byli Steve Lyon a Mark „Kipper“ Eldridge. Deska byla nahrána v Kollerově studiu Cox. Autory designu obalu jsou Karel Haloun a Luděk Kubík. Na textech písní spolupracovala slovenská básnířka Miroslava Ábelová.

## Seznam skladeb
1. Aha – 4:24
2. Letní – 3:59
3. Recidiva – 3:44
4. Sladké sny – 4:14
5. Gypsy Love – 4:32
6. Já to vrátím – 3:49
7. Řidič – 3:23
8. Psychopat – 4:38
9. Ticho – 4:01
10. Galerka – 3:20
11. Dnes naposled – 3:11
12. Ani ty ani já – 4:08
13. Čučoriedky – 2:54

## Obsazení
- David Koller – zpěv, bicí, perkuse, klávesy, harmonika, crotales
- Michal Pelant – zpěv, kytara, klávesy, klavír, charango, programování bicích
- Marek Minárik – baskytara
- Michal Nejtek – klávesy, klavír, elektrické piano, syntezátor, sampler
- Adam Koller – bicí, perkuse
- Martin Valihora – bicí
- Beata Hlavenková – klavír
- Víťa Halška – perkuse
- Jakub Zitko – syntezátor
- Eliška Hondlová – zpěv
- Gabriela Mančíková – zpěv
- Lenka Nová – zpěv
- Steve Lyon – klávesové efekty